# Hubert Skowronek
Hubert Skowronek (ur. 10 listopada 1874 w Czuchowie, zm. 22 listopada 1945 w Bytomiu) – duchowny katolicki, jezuita, doktor teologii, znany wykładowca. Brat znanego śląskiego działacza społecznego i politycznego ks. prałata Ludwika Skowronka.
Hubert Skowronek urodził się w 1874 roku w Czuchowie w rodzinie o tradycjach nauczycielskich. Jego ojciec Marceli był dyrektorem Szkoły Elementarnej w Czuchowie oraz członkiem Zarządu Kościelnego parafii pw. św. Jerzego w Dębieńsku Wielkim. Miał trzech braci oraz trzy siostry, z całego rodzeństwa jedynie jeden brat wybrał życie świeckie i został cenionym adwokatem w Bytomiu, natomiast siostry wstąpiły do Zgromadzenia Urszulanek. 
W latach 1886–1895 uczęszczał do Szkoły Podstawowej i Gimnazjum Świętego Macieja we Wrocławiu. Po ukończeniu gimnazjum wstąpił do Zakonu Jezuitów. Studiował filozofię oraz teologię w Innsbrucku. Doktorat otrzymał z teologii. Jako kapłan całe niemal życie był profesorem, kształcąc młodzież w znanym zakładzie Kalksburg koło Wiednia. Drugą jego placówką naukową  było kolegium jezuickie w Bohosohudov (Marienschein) w Czechach. Po zajęciu zakładu przez władze niemieckie w 1939 r. powrócił na Śląsk, do Bytomia, gdzie mieszkał jego brat. Do śmierci w 1945 roku mimo różnych dolegliwości był czynny w duszpasterstwie przy kościele Świętej Trójcy w Bytomiu. Zmarł 22 listopada 1945 roku. Został pochowany na cmentarzu Mater Dolorosa w Bytomiu. 